# Isaak Butkow
Isaak Butkow (geboren 12. April 1909 in Wilna; gestorben 2. Oktober 1938 in Butowo, Sowjetunion) war ein litauischer Architekt, der am Bauhaus Dessau studiert hatte.

## Leben
Isaak Butkow entstammte einer kleinbürgerlichen jüdischen Familie. Er besuchte das Humanistische Gymnasium in Wilna und für ein Jahr die Zeichenschule für Plastische Kunst in Wilna. 1928 nahm Butkow ein Studium am Bauhaus in Dessau auf, wo er nach dem Vorkurs für zwei Semester in der Möbelwerkstatt arbeitete. Seit 1929 war er Angehöriger der KPD und gehörte damit auch der Kommunistischen Studentenfraktion (Kostufra) der Hochschule an. Ab 1930 studierte er, mit Unterbrechung zur praktischen Bauarbeit, in der Bau- und Ausbauwerkstatt Baulehre. Da Butkow mittellos war, wurde ihm das Schulgeld vom Bauhaus erlassen. Er wohnte mit seinem ebenfalls aus Wilna stammenden und mittellosen Kommilitonen Moses Bahelfer zur Untermiete, wobei die Wirtsleute beide verköstigten.
Als Studierender des Architekturseminars entwarf Butkow 1931 ein Theater und einen Filmpalast für eine Großsiedlung für Arbeiter der Junkers Flugzeugwerke in Dessau, die nicht realisiert wurde. Mit der Planung der Siedlung für 20.000 Bewohner waren die Bauhaus-Architekten Ludwig Mies van der Rohe und Ludwig Hilberseimer von Hugo Junkers beauftragt worden.
Wegen seiner politischen Aktivitäten wurde Butkow im April 1932 von der Polizei aus Anhalt ausgewiesen. Wenige Wochen später hielt er sich zeitweise im Bauhaus auf und wurde nach einer Denunziation durch einen Studenten verhaftet. Nach einer Verurteilung zu sechs Wochen Gefängnis, zog Butkow nach Berlin. Nach dem Erhalt einer Einreisegenehmigung ging er in die Sowjetunion, wo er in einem Studentenkollektiv für Städtebau- und Städteplanung tätig war und als Architekt bei der Verwaltung des Moskaukanals arbeitete.
Butkow wohnte mit seiner russischen Frau und seinem Sohn im Moskauer Stadtgebiet. Am 27. September 1937 wurde er wegen angeblicher Spionage für Deutschland verhaftet und zum Tode verurteilt. Nach einem Jahr der Folter wurde er am 2. Oktober 1938 auf dem Schießplatz Butowo, einer Hinrichtungsstätte des NKWD, durch Erschießung hingerichtet und bestattet. Als Opfer des Großen Terrors wurde Isaak Butkow am 26. September 1957 rehabilitiert.